# Aspilota eumandibulata
Aspilota eumandibulata är en stekelart som beskrevs av Fischer 1976. Aspilota eumandibulata ingår i släktet Aspilota och familjen bracksteklar. Inga underarter finns listade.